# Matthaeus Deisch

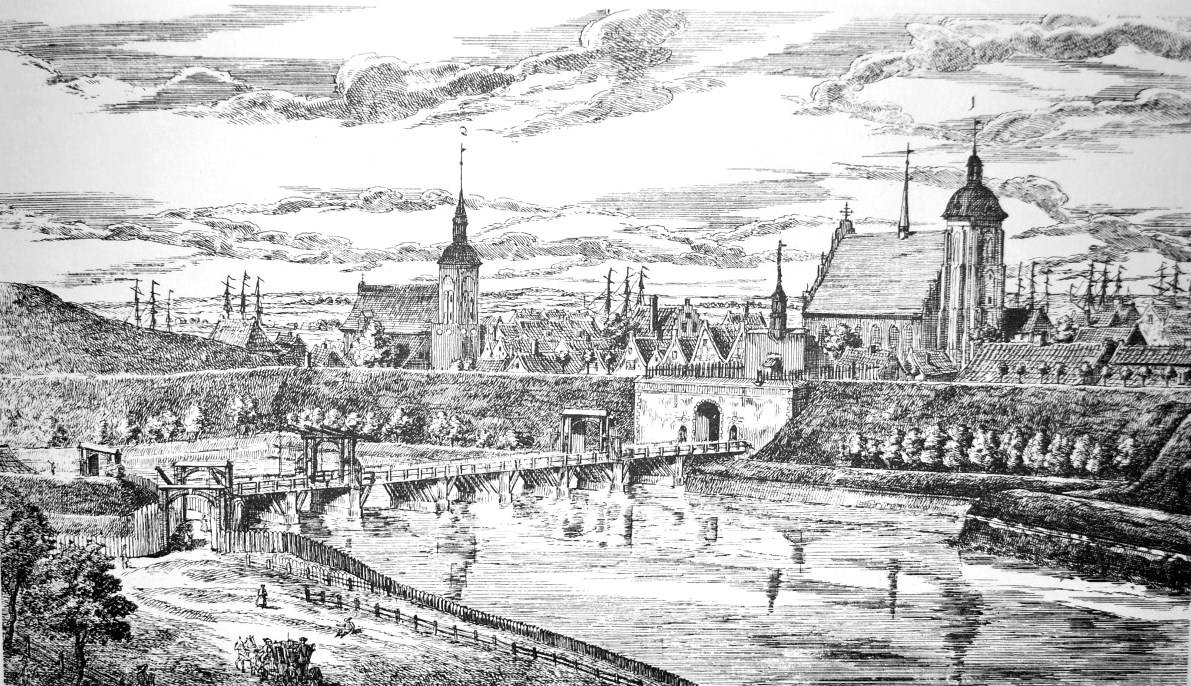
Rycina M. Deischa z ok. 1775. Brama św. Jakuba w Gdańsku. Po lewej kościół św. Jakuba, po prawej św. Bartłomieja.

Matthaeus Deisch (ur. 18 lipca 1724 w Augsburgu, zm. 28 stycznia 1789 w Gdańsku) – niemiecki i gdański rytownik. 
Kształcił się w sztuce rytownictwa w swoim rodzinnym mieście u Georga Kiliana i Georga Rugendasa, próbując potem wykonywać swój zawód i w Augsburgu i podróżując po środkowej Europie, ale bez sukcesu. W 1749 r. przeniósł się na stałe do Gdańska, gdzie przez pierwsze lata żył w ubóstwie, utrzymując się m.in. z wykonywania na zamówienie portretów, grafik i udzielając lekcji rysunku. W 1763 został obywatelem tego miasta. Od tego roku, aż do starości, pracował w miejscowej komorze podatkowej, pełniąc funkcję pisarza. Niezależnie od pracy urzędniczej, od początku lat 60. intensywnie tworzył w swoim zawodzie wykonując, głównie na podstawie dzieł innych artystów, sztychy. Tematyka była zróżnicowana, najważniejszymi pracami Deischa są cykle: Widoki Gdańska, złożony z 50 rycin, opublikowany w latach 1761-1765 oraz "Przekupnie gdańscy" (znane także jako "Wywoływacze gdańscy") (40 rycin z lat 1762-1765). Ponadto wykonał herbarz gdański zawierający 41 rycin (1767, rok wcześniej wydał skróconą wersję). Liczną grupę jego prac stanowią portrety, przede wszystkim ówczesnych bogatych lub znanych gdańszczan, choć stworzył też portrety polskich dostojników i zagranicznych władców. Zilustrował książkę dla dzieci scenami biblijnymi, opublikował też ryciny przedstawiające bieżące wydarzenia w życiu Gdańska i Europy. W sumie znanych jest ok. 200 prac Deischa z okresu gdańskiego i 2 z czasów augsburgskich, nie licząc drobnej grafiki użytkowej, którą też wytwarzał w czasie mieszkania w Gdańsku (karty okolicznościowe, wizytówki itp.). Deisch zajmował się także kształceniem rytowników, jego uczennicą została Kunegunda Czacka.
Umiejętności artystyczne Deischa ocenia się nisko. Był jednak w Gdańsku prekursorem stosowania techniki mezzotinta, a Widoki Gdańska mają wielką wartość historyczną, jako że dokumentują dawny wygląd wielu budowli gdańskich i najbliższych okolic. Z kolei wartość historyczna Wywoływaczy gdańskich zawiera się m.in. w zamieszczeniu pod postaciami używanych przez sprzedawców zawołań reklamowych wraz z ich dokładną notacją muzyczną. 
Za cykl Widoki Gdańska rada miejska przyznała mu nagrodę pieniężną. 
Po osiedleniu się w Gdańsku poślubił miejscową mieszczankę Agatę Pollet. 